# Cừu Dalesbred
Cừu Dalesbred là một giống cừu nhà có nguồn gốc từ Anh. Chúng có nguồn gốc từ giống cừu Blackal Swaledale và cừu mặt đen Scotland. Cừu Dalesbred là một giống cừu phân bố ở Yorkshire Dales và thành Lancashire. Dalesbred có sự khác biệt về mặt di truyền với các giống cừu phía bắc khác, như các giống cừu Herdwick và cừu Rough Fell.
Cừu Dalesbred có ngoại hình với giống bố mẹ của nó, cả cừu đực cái đều có cặp sừng đặc biệt và lông cừu màu trắng mượt như thảm. Giống cừu này có đặc điểm nhận diện rõ nét nhất đó chính là một điểm lông trắng trên mỗi bên của khuôn mặt có mày đen của nó, và mõm có màu xám. Loài này chủ yếu được chăn nuôi với mục đích sản xuất thịt và len. Chân chúng không có lông và có đốm đen và trắng. Cừu Dalesbred cái nặng trong khoảng từ 45 đến 60 kg (99 đến 132 lb) và cừu đực nặng trong khoảng 55 đến 75 kg (121 đến 165 lb).
Dalesbred là một giống cừu khỏe mạnh có khả năng sống sót trong điều kiện khắc nghiệt của địa hình vùng cao. Chúng thường được lai tạo trong nhiều thế hệ trong môi trường này, sau đó chúng được bán cho nông dân vùng thấp với mục đích lai tạo giống để sản xuất la. Cừu cái thường được lai với cừu đực Teeswater nhằm sản sinh cừu Masham, là một trong những giống lai nổi tiếng nhất của Anh.
Do vị trí và phân bố nhỏ, giống cừu này đã bị đe dọa trong dịch bệnh lở mồm long móng vào năm 2001. Nó vẫn được xem là có nguy cơ tuyệt chủng do sự phân bố của nó. Cừu cái giống này có bản năng làm mẹ tốt.